# Villanueva de los Castillejos
Villanueva de los Castillejos is een gemeente in de Spaanse provincie Huelva in de regio Andalusië met een oppervlakte van 264 km². In 2007 telde Villanueva de los Castillejos 2769 inwoners.